# Rifugio Carrara
Il rifugio Carrara è un rifugio situato nel comune di Carrara (MS), nella zona di Campocecina, nelle Alpi Apuane, a 1.320 m s.l.m.
Il rifugio è di proprietà del CAI, sezione di Carrara.
Il rifugio ha ricevuto il riconoscimento di "Esercizio consigliato dal Parco per le sue scelte eco-compatibili".

## Accessi
L'accesso avviene salendo da Carrara o da Fosdinovo sulla strada SS 446 dir girando poi al bivio per Campocecina. Dopo aver raggiunto l'ampio piazzale dell'Uccelliera a 1190 metri di quota, (dove è presente il pronto soccorso Cave), seguire le indicazioni andando a sinistra. Si lascia l'auto al parcheggio dell'Acquasparta e si sale sul largo sentiero che, in 5-10 minuti, porta al rifugio.
Nel piazzale dell'Uccelliera, è presente un belvedere da cui è possibile vedere gli imponenti bacini marmiferi che sovrastano Carrara nonché la città stessa, la riviera Apuana con il porto commerciale di Marina di Carrara e tutta la riviera della Versilia. Da diversi anni, a causa dell'elevato impatto paesaggistico ed ambientale in un territorio ricco di biodiversità e geodiversità come quello delle Alpi Apuane, la filiera del marmo è oggetto di un'aspra battaglia ambientalista per la chiusura delle cave.

## Ascensioni
- Monte Sagro - 1.749 m (circa 2 ore[2])
- Monte Borla - 1.470 m (circa 30 minuti[2])